# Téva opération Gauguin
Téva opération Gauguin est une mini-série française, en 13 épisodes de 26 minutes, créée par Adolphe Sylvain et diffusée à partir du 8 septembre 1970 sur la deuxième chaîne de l'ORTF. Elle a aussi été diffusée en Belgique à partir du mardi 14 juillet 1970 et en Suisse. Le rôle-titre de la série est tenu par le jeune Téva Sylvain, alors âgé de quatorze ans. Il est le fils du réalisateur et créateur de la série.

## Synopsis
Dans le cadre enchanteur de Tahiti, M. Pigeon, le fils d'un commandant de marine ayant séjourné sur l'île, tente de récupérer un tableau de Paul Gauguin, objet d'un héritage qui lui est dû. Téva et sa bande de copains s'opposent à Damoclès, qui fait tout pour récupérer ce tableau .

## Technique
Le feuilleton a été tourné en Polynésie française, en couleurs, pendant les années 1967 et 1968. Il a fallu deux années pour achever les prises de vues de cette série dont la diffusion en France a inauguré l'avènement de la couleur sur les écrans de la télévision française en 1970.
Ce feuilleton fit découvrir Tahiti et la Polynésie française et contribua, à l'époque, au lancement de la télévision en couleurs en métropole.
La bande originale de la musique de François de Roubaix fut éditée en disque microsillon.

## Prolongement
Paul Gillon donna au Journal de Mickey une courte série de récits complets en dix planches, dans lesquels Téva, un peu plus âgé, vivait des aventures exotiques et policières en Polynésie française. Ces planches, bien caractéristiques du style de Gillon, furent prépubliées en couleur de 1973 à 1977 puis réunies en un album noir et blanc, Téva, aux Humanoïdes associés en 1982.

## Distribution
- Téva Sylvain : Téva
- Christian Buisson : Damoclès
- Georges Dumoulin : M. Pigeon
- Roupé et Pouré Pambrun : les jumeaux
- Jeanine Tiffy : Mlle Grèche
- Coco Chaize : le capitaine
- Éric Vidal : le chauffeur
- Agnès : Mamachou
- Touria Mau : Vahinerii
- Téahui Tehia : Siki
- Georges de Caunes est le narrateur (voix off).